# Hrvatski akademski odbojkaški klub Mladost 2018-2019 (maschile)
Questa voce raccoglie le informazioni riguardanti l'Hrvatski akademski odbojkaški klub Mladost nelle competizioni ufficiali della stagione 2018-2019.

## Organigramma societario
Area direttiva
- Presidente: Miro Pavlović

Area tecnica
- Allenatore: Radovan Malević
- Assistente allenatore: Davor Meringer
- Scout man: Vladimir Jolić

Area sanitaria
- Fisioterapista: Mikhail Zhukouski

## Rosa
| N° | Nome                  | Ruolo | Data di nascita  | Nazionalità sportiva |
| -- | --------------------- | ----- | ---------------- | -------------------- |
| 2  | Matija Sabljak        | C     | 1º luglio 1986   | Croazia              |
| 3  | Marijan Radoš         | L     | 15 maggio 2000   | Croazia              |
| 4  | Kruno Nikačević       | O     | 11 gennaio 1996  | Croazia              |
| 5  | Tomislav Mitrašinović | C     | 14 febbraio 2000 | Croazia              |
| 6  | Bernard Bakonji       | P     | 28 novembre 1997 | Croazia              |
| 7  | Marko Sedlaček        | S     | 29 luglio 1996   | Croazia              |
| 8  | Sven Šarčević         | L     | 6 dicembre 1990  | Croazia              |
| 10 | Ante Misura           | O     | 13 giugno 1994   | Croazia              |
| 11 | Petar Jurić           | O     | 4 novembre 2000  | Croazia              |
| 12 | Krešimir Prlić        | O     | 19 giugno 1991   | Croazia              |
| 13 | Marino Marelić        | S     | 16 ottobre 1995  | Croazia              |
| 14 | Inoslav Krnić         | P     | 14 gennaio 1979  | Croazia              |
| 16 | Sandro Đukić          | C     | 13 giugno 1992   | Croazia              |
| 17 | Ivan Mihalj           | C     | 23 novembre 1990 | Croazia              |